# Pentanol
El pentanol o alcohol amílic és qualsevol dels 8 alcohols amb la fórmula C₅H₁₂O.
Es coneixen 8 isòmers estructurals del pentanol:
| Nom comú                                        | Estructura           | Tipus     | Nom IUPAC              | Punt d'ebullició (°C)[1] |
| ----------------------------------------------- | -------------------- | --------- | ---------------------- | ------------------------ |
| n-pentanol                                      | n-pentanol           | primari   | pentan-1-ol            | 138.5                    |
| alcohol isoamílic isopentanol                   | Isopentanol          | primari   | 3-metilbutan-1-ol      | 131.2                    |
| Alcohol amílic actiu                            | Alcohol amílic actiu | primari   | 2-metilbutan-1-ol      | 128.7                    |
| neopentanol                                     | Neopentanl           | primari   | 2,2-dimetilpropan-1-ol | 113.1                    |
| dietil carbinol                                 | 3-Pentanol           | secundari | pentan-3-ol            | 115.3                    |
| Alcohol sec-amílic                              | 2-Pentanol           | secundari | pentan-2-ol            | 118.8                    |
| metil isopropil carbinol alcohol sec-isoamílic  | 3-Metil-2-butanol    | secundari | 3-metilbutan-2-ol      | 113.6                    |
| dimetil etil carbinol o alcohol amílic terciari | 2-Metil-2-butanol    | terciari  | 2-metilbutan-2-ol      | 102                      |